# The Very Best of Jimmy Somerville, Bronski Beat and The Communards
The Very Best of Jimmy Somerville, Bronski Beat and The Communards är ett samlingsalbum från 2011, vilket speglar Jimmy Somervilles karriär i Bronski Beat och The Communards samt som soloartist. Albumet nådde plats 29 på UK Albums Chart.

## Låtlista
1. "Smalltown Boy" – Bronski Beat från The Age of Consent
2. "Don't Leave Me This Way" – The Communards med Sarah Jane Morris från Communards
3. "Why?" – Bronski Beat från The Age of Consent
4. "You Make Me Feel (Mighty Real)" – Jimmy Somerville från Read My Lips
5. "Disenchanted" – The Communards från Communards
6. "Never Can Say Goodbye" – The Communards från Red
7. "So Cold the Night" – The Communards från Communards
8. "To Love Somebody" – Jimmy Somerville från The Singles Collection 1984/1990
9. "There's More to Love (Than Boy Meets Girl)" – The Communards från Red
10. "Comment Te Dire Adieu" – Jimmy Somerville featuring June Miles-Kingston från Read My Lips
11. "You Are My World" – The Communards från Communards
12. "I Feel Love/Johnny Remember Me" – Bronski Beat med Marc Almond från Hundreds & Thousands
13. "Tomorrow" – The Communards från Red
14. "Hurt So Good" – Jimmy Somerville från Dare to Love
15. "Read My Lips (Enough Is Enough)" – Jimmy Somerville från Read My Lips
16. "For a Friend" – The Communards från Red
17. "It Ain't Necessarily So" – Bronski Beat från The Age of Consent

## Medverkande
- Jimmy Somerville
- Bronski Beat
- The Communards

- Marc Almond – sång
- Pete Bellotte – kompositör
- Steve Bronski – kompositör
- Clifton Davis – kompositör
- Barry Gibb – kompositör
- Robin Gibb – kompositör
- Arnold Goland – kompositör
- June Miles-Kingston – sång
- Larry Steinbachek – kompositör
- Dip Warrick – kompositör